# Прорывное (село)
Прорывное — село в Звериноголовском районе Курганской области России. Единственный населённый пункт Прорывинского сельсовета.

## География
Расположено на берегу озера Камышного, старицы реки Тобол, примерно в 32 км к юго-западу от села Звериноголовского. К северу и западу от села расположен лес Кочердыкская дача, к западу — лес Озернинская Дача.

### Часовой пояс
Прорывное, как и вся Курганская область, находится в часовой зоне МСК+2. Смещение применяемого времени относительно UTC составляет +5:00.

## История
На карте Уфимского наместничества за 1786 год имеется обозначение форта Прорывный, который располагался на границе с кочевыми племенами, на карте 1792 г. — форт Прорывной.
Посёлок Прорывный входил в Звериноголовский станичный юрт Челябинского уезда Оренбургской губернии, который относился к Войсковой территории Челябинского уезда (3-й военный отдел Оренбургского казачьего войска).
В начале лета 1918 года установлена белогвардейская власть.
18 августа 1919 года красный 230-й Старорусский полк с двумя орудиями 8-й легкой батареи, после четырехчасовой перестрелки с казаками Отдельного Оренбургского дивизиона подъесаула Иванова, занял станицу Усть-Уйскую. Затем, после небольшой перестрелки с казачьим разъездом, красноармейцы 229-го Новгородского полка заняли пос. Казак-Кочердык. Не задерживаясь в поселке, один из его батальонов двинулся дальше. Выбив казачий разъезд, он вскоре занял поселок Прорывное. Здесь сдались 2 белых солдат-перебежчиков из 41-го Уральского и 44-го Кустанайского полков. У мельницы в 4 верстах от поселка, красная разведка обнаружила неповрежденный мост через Тобол. Переправившись по нему, одна из красных рот заняла позицию в 1,5 верстах от реки в южном и юго-восточном направлении, закрепив за собой переправу.
Прорывинский сельский совет рабочих, крестьянских и красноармейских депутатов образован в  1919 году. 22 декабря 1972 года из него выделен Озёрнинский сельсовет, 16 марта 1993 года — Угловской сельсовет.
В годы советской власти жители работали в колхозе «Октябрь», затем в колхозе «Заря».

## Церковь
31 декабря 1849 года указом Синода и благословенной грамотой епископа Иосифа Оренбургского и Уфимского было получено разрешение на строительство храма в отряде Прорыв. Первый камень в основании храма был заложен 10 сентября 1851 года. 3 июля 1858 года церковь была освещена Михаилом Серебренниковым в честь Николая Чудотворца.  На звоннице установили шесть колоколов,   самый большой был 58 пудов; освящен и поднят 9 мая 1872 года. В 1937 году церковь закрыли, были сняты колокола. Часть икон отправили в Звериноголовское, а часть жители разобрали по домам. Здание переоборудовано под производственные мастерские средней школы. В настоящее время церковь восстанавливают, по праздникам службы проводит протоиерей отец Владимир из церкви села Звериноголовского.

## Население
| 1866  | 1892  | 1901  | 1916  | 1926  | 1989  | 2002  |
| ----- | ----- | ----- | ----- | ----- | ----- | ----- |
| 1258  | ↗2023 | ↗2029 | ↗3141 | ↘2963 | ↘1507 | ↘1388 |
| 2010  | 2012  | 2013  | 2014  | 2015  | 2016  | 2017  |
| ↘1229 | ↘1199 | ↘1159 | ↘1133 | ↘1098 | ↘1068 | ↘1036 |
| 2018  | 2019  | 2020  |       |       |       |       |
| ↘1020 | ↘999  | ↗1000 |       |       |       |       |

Национальный состав
- По переписи населения 2002 года проживало 1388 человек, из них русские  — 95 %
- По переписи населения 1926 года проживало 2963 человек, из них  русские — 2807 чел., мордва — 83 чел.

## Образование
В 1889 году создана церковно-приходская школа. Ныне действует МКОУ «Прорывинская основная общеобразовательная школа».

## Обелиск
Установлен, увенчанный красной пятиконечной звездой, обелиск и доски с фамилиями погибших земляков.

## Известные жители и уроженцы
- Крюков, Александр Александрович (1921—1955) — Герой Социалистического Труда.